# 郭佑鐘
郭 佑鐘（クァク　ウチョン）は韓国の柔道選手。現役時代の階級は60kg級。

## 人物
1979年の世界選手権60kg級では決勝まで進むも、地元フランスのティエリー・レイに敗れたが銀メダルを獲得した。翌年のモスクワオリンピックには韓国がボイコットしたために出場できなかった。

## 主な戦績
- 1979年 - 世界選手権　2位